# Andrew Lawrence (astrónomo)
Andrew Lawrence (nacido el 23 de abril de 1954) es un astrofísico británico. Es Profesor Regius de Astronomía en la Universidad de Edimburgo con sede en el Real Observatorio de Edimburgo.

## Educación y carrera
Lawrence nació el 23 de abril de 1954 en Margate, Kent, hijo de Jack Lawrence y Louisa Lawrence (de soltera Sandison). Asistió a la Chatham House Grammar School  y luego estudió Astrofísica en la Universidad de Edimburgo. Realizó una investigación de posgrado en el Departamento de Físicade la Universidad de Leicester, supervisada por Ken Pounds. Completó su doctorado en 1980, con una tesis doctoral titulada «Observaciones de rayos X de galaxias activas». Luego trabajó en el Centro de Investigaciones Espaciales del Instituto de Tecnología de Massachusetts; el Real Observatorio de Greenwich, durante su encarnación en Herstmonceux, Sussex Oriental; la Escuela de Ciencias Matemáticas y luego el Departamento de Física de la Universidad Queen Mary de Londres ; y en 1994 fue nombrado Profesor Regius de Astronomía en la Universidad de Edimburgo. En 2008-9 tuvo un año sabático en el Instituto Kavli de Astrofísica de Partículas y Cosmología de Universidad Stanford.

## Investigación
La investigación principal de Lawrence ha sido en el campo de los cuásares y los núcleos galácticos activos, pero también ha trabajado extensamente en astronomía de reconocimiento, creando la Unidad de Astronomía de Campo Amplio en 1999. Fue el investigador principal del Estudio Infrarrojo del Cielo Profundo del UKIRT (UKIDSS), que recibió el Premio de Grupo de la Royal Astronomical Society en 2012. Es uno de los líderes de la iniciativa global del Observatorio Virtual  y fundador y expresidente de la Alianza Internacional del Observatorio Virtual.

## Publicaciones
En 2019, Lawrence había publicado más de 300 publicaciones científicas y tenía un índice h de 73. También ha publicado tres libros: Losing the Sky sobre la contaminación del cielo por satélites, y dos libros de texto académicos, Probability in Physics, y Astronomical Measurement, ambos con Springer. También ha publicado un breve folleto histórico/popular sobre la vida y los logros de Charles Piazzi Smyth, el segundo astrónomo real de Escocia.

## Divulgación y artes
Lawrence imparte el curso masivo abierto en línea (MOOC) en Coursera sobre AstroTech: The Science and Technology behind Astronomical Discovery. Ha participado en numerosas colaboraciones entre artes y ciencias, en particular con el compositor neoyorquino Matt Giannotti, y con un cineasta español en el documental A Residence Above the Clouds.